# Isole Flannan
Le Isole Flannan (Gaelico scozzese: Na h-Eileanan Flannach), o alternativamente Seven Hunters (Sette Cacciatori), sono un piccolo gruppo di isole nelle Ebridi esterne della Scozia, a circa 32 km a ovest dell'Isola di Lewis.

## Storia
Le isole prendono il loro nome da San Flannano di Killaloe (Flannán mac Toirrdelbaig), un abate e predicatore irlandese del VII secolo, e per questo motivo sull'isola principale del gruppo, Eilean Mòr, era presente una piccola cappella dedicata all'abate, dove lo stesso probabilmente aveva anche vissuto, nota ai marinai come "cuccia per cani" per via delle sue dimensioni. Eilean Mòr, in tempi antichi, era nota nel folklore marinaresco per diverse storie riguardanti degli strani esseri simili a folletti o dei volatili abnormi che avrebbero abitato tale isola. Divenne tristemente famosa per la misteriosa scomparsa, avvenuta nel dicembre 1900, di tre guardiani del faro, Donald McArthur, James Ducat e Thomas Marshall. A parte alcune teorie riguardanti il paranormale o addirittura l'omicidio, si tende a credere che i tre guardiani siano stati investiti in pieno da un'onda anomala mentre si trovavano sul molo per delle riparazioni e trascinati nelle acque dell'Oceano Atlantico.
Le isole sono prive di residenti permanenti a partire dall'automazione del faro nel 1971.

## Flora e fauna
Come la maggior parte delle isole del mare del Nord, le isole Flannan forniscono un punto di nidificazione per vari uccelli marini come la pulcinella di mare e la sula bassana. Le isole sono state ritenute luogo di osservazione scientifica a partire dal 1983.